# Violet (Louisiana)
Violet és una població dels Estats Units a l'estat de Louisiana. Segons el cens del 2000 tenia 8.555 habitants.

## Demografia
Segons el cens del 2000, Violet tenia 8.555 habitants, 2.744 habitatges, i 2.266 famílies. La densitat de població era de 813,6 habitants/km².
Dels 2.744 habitatges en un 45,5% hi vivien nens de menys de 18 anys, en un 54,7% hi vivien parelles casades, en un 21,9% dones solteres, i en un 17,4% no eren unitats familiars. En el 14,8% dels habitatges hi vivien persones soles el 4,2% de les quals corresponia a persones de 65 anys o més que vivien soles. El nombre mitjà de persones vivint en cada habitatge era de 3,1 i el nombre mitjà de persones que vivien en cada família era de 3,41.
Per edats la població es repartia de la següent manera: un 32,4% tenia menys de 18 anys, un 9,5% entre 18 i 24, un 31,5% entre 25 i 44, un 19,8% de 45 a 60 i un 6,8% 65 anys o més.
L'edat mediana era de 31 anys. Per cada 100 dones de 18 o més anys hi havia 90,2 homes.
La renda mediana per habitatge era de 32.993 $ i la renda mediana per família de 36.616 $. Els homes tenien una renda mediana de 32.012 $ mentre que les dones 24.799 $. La renda per capita de la població era de 13.894 $. Entorn del 18,5% de les famílies i el 21,7% de la població estaven per davall del llindar de pobresa.

## Poblacions més properes
El següent diagrama mostra les poblacions més properes.